# Turks- och Caicosöarna
Turks- och Caicosöarna (engelska: Turks and Caicos Islands) är ett brittiskt utomeuropeiskt territorium i Västindien som FN anser vara ett icke-självstyrande område. Öarna har en area på 430 km² och 31 458 invånare (2012). Huvudstad är Cockburn Town som ligger på ön Grand Turk. Den folkrikaste ön är Providenciales.
De två ögrupperna ligger norr om Hispaniola och sydöst om Bahamas och består av 30 öar varav åtta är bebodda. Majoriteten av invånarna är av afrikansk härkomst. De viktigaste inkomstkällorna är turism, fiske och bankverksamhet.
Den första europén som siktade öarna var spanjoren Juan Ponce de León, som gjorde detta år 1512; vissa historiker hävdar dock att Christoffer Columbus upptäckte öarna redan år 1492.

## Administrativ indelning
Turks- och Caicosöarna är indelade i sex administrativa distrikt där Turks är indelat i två distrikt och Caicos i fyra distrikt. Turks- och Caicosöarna är också indelade i 15 valkretsar där Turks är indelat i fyra och Caicos i elva valkretsar.

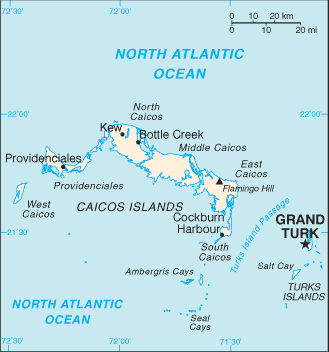
Turks- och Caicosöarna.